# Looking Glass (band)
Looking Glass was een Amerikaanse pop/rockband uit de vroege jaren 1970.

## Bezetting en oprichting
- Elliot Lurie[4] (leadgitaar, zang)
- Jeff Grob[5] (drums)
- Larry Gonsky[6] (piano)
- Pieter Sweval[6] (basgitaar)
- Brenden Harkin[7] (gitaar)
- Michael Lee Smith[8] (zang, gitaar)

De band werd opgericht in 1969 aan de Rutgers University in New Brunswick De oorspronkelijke versie van de band werd ontbonden na het college. De originele oprichters Elliot Lurie en Larry Gonsky trokken twee nieuwe leden aan voor de oprichting van Looking Glass.

## Geschiedenis
Looking Glass werd eind jaren 1960 geformeerd als studentenband door Elliot Lurie, Lawrence Gonsky en Pieter Sweval in New Brunswick (New Jersey). Na een korte breuk na hun afstuderen aan de universiteit, kwamen ze weer bij elkaar, Sweval bracht weer drummer Jeffrey Grob mee, waarna ze toerden door New Jersey. Ze speelden ook hun eigen nummers, die voornamelijk door Lurie werden geschreven. Ze werden al snel opgemerkt en gecontracteerd door Clive Davis van Columbia Records.
In 1972 namen ze het zelfgeschreven nummer Brandy (You're a Fine Girl) op. Het werd een enorme hit, bereikte de nummer 1 in de Amerikaanse Billboard-hitlijsten en er werden meer dan een miljoen exemplaren verkocht. Het nummer gaat over de serveerster in een havenbar die verliefd wordt op een zeeman. Hun liefde blijft echter onvervuld omdat zijn liefde, zijn leven en zijn bruid de zee is. De song werd een miljoenenseller en werd onderscheiden met een Gouden Plaat door de RIAA op 9 augustus 1972. Brandy (You're a Fine Girl) werd naderhand opgenomen door Josie Cotton.
De melodieus-melancholische popsong was echter niet bepaald typerend voor Looking Glass, die vooral zuidelijke rock en wat zwaardere klanken prefereerde. De band merkte dit met hun daaropvolgende debuutalbum, dat 16 weken in de Top LPs & Tapes (de huidige Billboard 200) bleef, maar niet verder kwam dan nummer 113. Maar bovenal lieten ze veel teleurgestelde concertgangers achter die meer liedjes à la cognac verwachtten. Er waren dus geen enkelvoudige successen meer. Alleen met Jimmy Loves Mary-Anne slaagden ze erin om het geluid van hun grote hit op te pikken, en anderhalf jaar later hadden ze nog een Top 40-hit.
Gitarist Brendan Harkin vervoegde zich bij de band begin 1974 en Lurie verliet nadien spoedig de band om een solocarrière op te starten. Hij werd vervangen door de zanger Michael Lee Smith uit Georgia. Lurie trad op als soloartiest met Your Love Song, een binnenkomst in de Billboard easy listening-hitlijst in 1974. Looking Glass ontbond in 1974.

### Na Looking Glass
Later in hetzelfde jaar werd de bandnaam gewijzigd in Fallen Angels. Nadat Richie Ranno zich als tweede gitarist had aangesloten in september 1975, overleed toetsenist Gonsky.
Na de splitsing formeerden Pieter Sweval en Jeff Grob de heavy metal band Starz, die een paar andere kleine hitjes had. Maar tegen het einde van de jaren 1970 ging deze band weer uit elkaar. In 1979 was hij een van de oprichters van Sean Delaney's Skatt Bros.

### Verder
Begin 1972 had Scott English ook een kleine hit met het zelfgeschreven nummer Brandy. Toen Barry Manilow dit nummer later opnieuw opnam, kreeg het een nieuwe naam, zodat het niet verward zou worden met de hit van Looking Glass. Hij had toen een Amerikaanse nummer 1-hit met zijn Mandy.
Bijna drie decennia na Looking Glass namen de Red Hot Chili Peppers het nummer Brandy (You're a Fine Girl) op in hun live repertoire. Het is te horen op de concertopname Live in Hyde Park. Het is de enige bekende coverversie van de hit.
Elliot Lurie heeft sinds het midden van de jaren 1980 als muzieksupervisor aan veel bekende films gewerkt, waaronder Jumpin' Jack Flash, Alien 3, Stuart Little en I Spy. In 2003 formeerde Lurie de band met nieuwe muzikanten, maar zonder veel succes.

## Overlijden
Sweval overleed op 23 januari 1990 aan een besmetting met het aids-virus.

## Discografie

### Singles
- 1972: Golden Rainbow
- 1972: Brandy (You're a Fine Girl)
- 1973: Jimmy Loves Mary-Anne

### Albums
- 1972: Looking Glass
- 1973: Subway Serenade